# 山海关保卫战
山海关保卫战是1945年11月16日国民革命军第十三军和第五十二军进攻八路军据守的山海关的一场战斗。 

## 背景
1945年8月29日，八路军冀热辽军区第16军分区司令员曾克林率领4000余人出山海关外的前所，与苏联红军第17集团军的前锋部队会师。两军联手回攻山海关，于1945年8月30日攻克了山海关。由冀热辽十六军分区第二梯队接管防务，成立了山海关卫戍区司令部，由47团团长宋维藩任司令、张兴民任副政委。
1945年9月29日中央军委致电彭真、李运昌：“美军在秦皇岛、塘沽、天津、青岛登陆，据云有三万人。国民党亦将有重兵进驻天津，积极与我争取东北。因此可能很快进攻山海关、古北口、南口一带，占领军事要点。”要求李运昌“筹划和指挥现有兵力，控制要点，以掩护我大军集结。”在沈阳的李运昌奉命回锦州组建指挥第三前线司令部，扼守葫芦岛和山海关、封闭辽西走廊。根据中央的战略部署和东北人民自卫军第二副总司令员李运昌的指示，1945年9月张鹤鸣受命从锦州返回山海关，以冀热辽军区第四十六团（团长龙水文，代理政委赵平，由冀东区路南独立第一区队改编）和第四十七团（团长宋维藩，副政委张兴民（张新民））组成第十九旅，担任山海关的防御任务。第四十六团原本武器就不好，并且这次由军区出发时，又将枪支留下一部分，想着出关后一定会得到补充，改善装备。不料，敌人已到面前，我们的战士依旧扛着破烂不堪的枪支，而且是两个人才有一枝。轻机枪又只有四五挺能用，其他几挺都是打几枪就不响了。1945年10月2日，美国海军陆战队1.8万人在秦皇岛登陆。10月4日，中共中央致电东北局彭真：“美军在秦皇岛登陆，并传有中央军200人，请速令曾克林部扩大之新部队，以三个团控制山海关，集结整训”。10月11日，国军开始在秦皇岛登陆。10月13日，东北局就军事建设方针报告中共中央、中央军委，预计“苏军11月撤完，我们一方面要准备应付12月与蒋进行大战，另方面迅速建立持久斗争基地、以便与蒋作长期争夺”的情况，提出以“全部控制东北，或保待我党在东北能有政治上和军事上的优势为目地，布置工作，方针是以保有优势为基础”，因此“既要在沈阳及辽西南与辽东半岛有一定数量军队阻止蒋军北进，以争取时间；又要有更多军队位于大城要道，以发展群众，收集资财和分散于广大乡村、中小城市，配合其他各种斗争，以建立持久斗争的基地。”10月16日在重庆谈判的毛泽东致电东北局彭真：“苏军已拒绝国民党军在大连、旅顺登陆，蒋军从秦皇岛登陆，向山海关、锦州进军东北已成必然，除令在途各部兼程急进、胶东方面星夜海运、并令林彪急至沈阳助你指挥作战外，望你就现有力量加强训练，并动员民众坚决阻击登陆，争取时间”。同日，中央军委致电山东的陈毅、罗荣桓：“望令到乐亭的山东军区杨国夫师星夜兼程，向山海关、锦州前进，从速、再从速”。10月17日，毛泽东致电彭真：“发动辽宁全省群众，有力的打击蒋系军队的进攻。特别是沈阳附近，沈阳大连线、沈阳山海关线最为要紧。”10月19日中央根据国民党已获知共军大举开进东北，发出《关于集中主力与国民党争夺辽宁、安东的方针》指示东北局：“我党方针是集中主力于锦州、营口、沈阳之线，次要力量庄河、安东之线，坚持拒止蒋军登陆及歼灭其一切可能的进攻，首先保卫辽宁、安东，然后掌握全东北，放弃过去分散的方针。”因此“目前我在东北工作的部署，应该是全力加强辽宁（主要的）、安东二省的工作，守住东北的大门，争取时间，以便开展全东北的工作。”为达中央要求最近到东北的部队和干部“应尽先绝大部分布置在辽宁（主要的）、安东两省，对于北满、东满暂时只派少数人员及后到的少数部队前去开辟工作”。 10月23日，中共中央指示东北局“要竭尽全力，霸占全东北，万一不成，亦造成对抗力量．以利将来淡判。”尊重中共中央的“独占东北”战略决策，10月22日东北局彭真、程子华把辽宁划分为3大区，实行新老部队合编担任防务作战：
1. 由李运昌、沙克、黄永胜负责指挥整编在山海关至锦州北宁线上及由辽中、台安抽调的4000人集中盘山的新老部队。重点集结山海关、锦州、沟帮子、盘山数点，担任防卫锦洲、营口（不含）、葫芦岛（含）之海岸抗登陆，消灭沿北宁路进军东北之国军。
2. 由萧华负责指挥整编辽东半岛的吴克华、邹大鹏两部。吴克华部迅速进驻营口、盖平、海城、牛庄、鞍山地区，重点于营口、鞍山、海城一面坚决消灭营口登陆之国军，同时扩大整编第三纵队。邹大鹏部担任防卫安东、貔子窝之线海岸，并扩大整编。
3. 吕正操代表东北局、东北军区，与曾克林、唐凯负责指挥与整编沈南地区部队，合编为辽宁军区4个保安旅附1个补充团。
4. 万毅部除抽出大批干部、少数部队到原指定地区执行任务外，主力位于沈阳、抚顺两点扩大整编，准备作战。
5. 东北军区直属3个团约5000人担任沈阳市区卫戍。 ，将上述决定电告李运昌、肖华、吴克华、曾克林、唐凯等人，并且说明： 。
6. “因顽军现在即试图登陆，故必须作如上之部署。因而对于长春路东、西、北三方根据地建设，尚须待后续部队到后．方能大规模开辟，现只能抽少数部队负担”。

为此，要“御敌于山海关内，不让敌人一兵一卒进入东北”。在山海关“至少坚持三星期，待黄、梁二师抵达锦州再撤”（即黄克诚的新四军第三师，梁兴初的八路军山东军区第一师）。
冀热辽军区第19旅辖46、47团和第22旅第64团的两个营，不足6000人。山海关防区宽50余里、十个长城关隘。第19旅旅长张鹤鸣部署依托把山海关和秦皇岛分开的石河，46团防御山海关城、47团防守九门口、64团防守石门寨。
1945年10月25日，中共中央致电彭真、程子华及李运昌：“已决定组织晋察冀第二野战军，由萧克为司令员，罗瑞卿为政治委员，于三星期内组成，五个旅十五个大团（每团两千人）位于平北地区，任务为由西向东歼灭由北平向承德进攻之顽军”“运昌所部冀东部队，迅速区分为野战军、地方军两部，即从现有全部队伍中抽调较有战斗力者一万五千至二万左右，编为七个至十个大团，每三团编为一旅，共编为两旅至三旅，总称为冀东纵队，由运昌亲率位于机动地区，依将来情况决定，或者配合我辽宁野战军打击由关内向关外进攻之顽军，或者配合萧罗及程子华野战军打击由北平向承德进攻之顽军”“中央对冀东热河两区我军数量、质量、分布位置均不明了，望运昌接此电后一面按照上项方针实行编组部队，一面将两区实况经彭真电告我们，愈快愈好。”
10月25日，林彪、萧劲光、曹里怀等抵达山海关，东北局派火车迎接，10月27日乘火车到达锦州，10月28日到沈阳，与东北局彭真会合。10月31日为建立统一的指挥，中共中央给东北局的命令，同意东北局10月22日提出的干部配备方案。因为苏联与蒋介石签订有条约，不允许八路军在东北活动，进入东北的部队只得以东北人民自治军的名义行事，林彪为总司令，彭真、罗荣桓分别为第一、第二政委。

## 战斗经过

### 序战
1945年10月25日，先期抵达秦皇岛的国民革命军第九十四军以一个团，在驻秦皇岛美军的配合下，依托飞机和炮火的掩护，向山海关正面八路军冀热辽第19旅第46团防守的首山、角山及二郎庙阵地轮番攻击。10月26日，又激战了5个多小时。一度攻占山海关南郊警戒阵地。国军伤亡300余人，退回秦皇岛。守军牺牲营长以下指战员400余人。
10月26日，杜聿明接替关麟征任东北保安司令长官部司令长官，梁华盛为副司令长官。国民政府军事委员会军令部根据各方情报，判断山海关共军约10万人，以两个军进攻不可能取胜。杜聿明判断共军在山海关者为李运昌等部约3万人，两个军集中后可以向山海关进攻，但必须增加后续部队。军令部不同意杜聿明的意见。杜聿明向蒋介石报告，蒋说：“先将天津以东划归东北行营作战境地，你指挥第十三军、第五十二军及第九十四军先打下山海关再说。”10月30日起，杜聿明三抵秦皇岛指挥作战。
10月30日至11月1日，国民革命军第十三军从香港九龙乘美军31条运输舰，海运至秦皇岛上岸并完成集结。该军是汤恩伯的起家嫡系精锐，齐装满员，全美械装备。在锦州的李运昌司令员对此指示：“紧急动员力量，在山海关前沿构筑工事设防，以阻击敌军的进攻，保卫山海关要冲，尽量争取延长时间，掩护锦州与沈阳。”并当即批准配发10万发子弹、几门迫击炮及少量炮弹和重机枪以及部分棉军衣和部分军饷，但未批准发枪支，据说是因为锦州枪支不足。
10月31日夜，第十三军先头部队一个营向山海关发起试探性进攻，被第46团击退。11月2日，第十三军又派一个团兵力，攻占山海关以北的石门寨、九门口、角山等制高点，可侧射第19旅指挥所。第19旅旅长张鹤鸣令第46团团长龙水文，带3门迫击炮压制射击200多发，成功反击夺回关北制高点阵地，国军退回石河以西。张鹤鸣向在锦州的李运昌求援，派来了第22旅第64团（欠一个营，团长张智魁）到山海关。
中央军委令陆路赴东北的山东八路军渤海军区第7师（师长杨国夫、政委刘其人、副师长龙书金、参谋长阎捷三、侦察科长崔醒农）率3个团7000多人由玉田绕道九门口，于11月3日晚迂回抵达山海关，未及休整即参加战斗。中央军委指示“山海关作战部队统一由杨国夫指挥。杨国夫、张鹤鸣应防侧后，严密监视石门寨之敌，防其包围迂回，并派出小部队袭扰疲惫敌人。”东北人民自治军（10月31日由中央电示成立）任命山东七师师长杨国夫为山海关守军总指挥，冀热辽第19旅旅长张鹤鸣为副总指挥。部署为：
- 第46团、第64团担负铁路以南的防御
- 第19团担任山海关正面防御
- 第21团担负角山以南的角山寺、二郎庙等防御
- 第47团（欠第二营）担任角山及以北各高地防御
- 第20团配属第47团第二营（原据守石门寨）防守九门口以北之无名口一带山地

绥中、兴城来的很多民夫参加工事修筑，进展很快。
1945年11月3日晚，东北人民自治军第一政治委员彭真、副政治委员程子华、总司令员林彪向毛泽东报告了第一期作战部署：“拟以现有兵力，补足武装。小部队进行消耗登陆据点的顽军。以主力布于辽、沈、营口以东地区，进行歼灭战（由三五九旅、里怀团及山东部队担任）。以一部援葫芦岛、锦州及其以北，抗击敌人，迟滞敌进（由运昌部及沙克团及尔后由承德开来的文年生、刘其人担任）。”11月3日，林彪专电毛泽东，提出第一期作战的预定方针，即争取时间，掩护主力在东北接收武力并装备训练部队，进行地方工作，建立城乡政权，以小部队消耗登陆的顽军。
1945年11月3日后半美械的第五十二军分两批从越南海防从由美舰艇运输至秦皇岛登陆。11月13日在秦皇岛集结完毕。11月4至10日，随着船运抵达秦皇岛的部队与补给物资，国军逐日增加兵力，在空军火力支援下连续发动进攻。11月6日，国军推进至山海关以西的沙河对峙。

### 全面展开
11月4日，第十三军向山海关阵地发起进攻，争夺进攻山海关南沙河桥，国共争夺东北的第一仗之山海关保卫战正式全面展开。当天中午，第47团俘获进入山海关阵地美军官兵5人，缴长短枪7支、汽车1辆，请示上级后当即释放回秦皇岛。
11月5日，林彪致电毛泽东，提出第一期作战拟分四个环节：第一，在海口（不知敌人攻哪个海口）无绝对把握使敌主力后撤；第二，集中主力消灭其一路；第三，对其他路敌人予以迟滞牵制；第四，进行沈阳大保卫战，以一部守城，主力控制于适当地点，打敌之攻城顽军。 
11月5日，第89师在炮火掩护下，攻占山海关角山南面阵地，侧射威胁第19旅旅部。张鹤鸣指挥第四十六团在迫击炮掩护下坚决反击，夺回阵地。
11月6日夜，杨国夫派出第19团两个营潜入第十三军第89师阵地夜袭，毙俘敌350余人，缴获炮1门，重机1，轻机18挺，步枪50余支。这样的夜袭后进行三次，有两次取得胜利：第46团和第64团展开了夜战；11月8日，山东军区第七师以两个营兵力出击，夺回古城、黑河庄、红瓦店村等阵地。国军开始谨慎起来，不轻易发起进攻，只是向第47团阵地作多次试探性进攻，对第64团阵地进攻，但均被击退了。只能每天早晚，向守军阵地开枪打炮。趁战线比较稳定之机，杨国夫到沈阳向彭真、林彪汇报了前线战斗情况和部队状况“现在山海关有两支部队，指挥不统一，19旅有电台，七师没有电台，无法向总部请示和汇报；19旅有电话线和电话，七师不能用，七师师聋子、是瞎子，影响作战”。杨国夫回到山海关后，向19旅传达了东北总部指示，第19旅编入第7师建制，电台和直通锦州的电话线路和电话归七师使用，第19旅不允许直接向锦州的李运昌联络汇报。

11月15日国军发动总攻：
- - 第4、第89师、第九十四军第5师实施正面牵制进攻
  - 第4師以一部展開於單家莊、五里台之線，於晨六時三十分起，向臨榆及其以南之長城線攻擊，突破當面之陣後，聯繫89師，壓迫八路军於海濱而殲滅之。该师主力爲軍預備隊，在八十九師右翼後方，沿通至臨榆的公路推進。
- 第89师展開於黑江店、胡家套、柴家溝之線，向臨榆城、角山之線攻擊，重點保持在左翼。突破當面之陣後，與五十四師聯繫，壓迫八路军於海濱殲滅之。
- 第54師展開於響水、葦子峪、查家灣之線，於晨六時三十分起，向九門口攻擊，突破當面之陣後，進出龍家莊之線以東，截斷八路军退路，與89師聯繫，壓迫匪軍於海濱而殲滅之。 11月15日中午攻占山东第七师第20团（团长陈乙斋）据守的九门口，杜聿明亲自到九门口督战。该部夺取九门口后，第20团又付出重大代价夺回阵地。11月16日凌晨守军总撤退，该师突入李家堡、前所地区，切断了山海关守军后路。
- 第25师于11月15日黄昏攻占义院口，之后派2个营偷越城子峪长城关口到达大毛山，经永安堡向绥中中前所深远后方迂回。第75團團長吳震行動遲緩，貽誤戎機，受撤職處分
- 第2、第195师为预备队[2]

11月15日夜间，临榆县委书记章真园向张鹤鸣紧急报告，敌军已偷越城子峪长城出口迂回，明天就能到达山海关守军的后边，并问上级如何决定的。张鹤鸣说：“杨师长不信，认为情报不准。”章真园说，可再向绥中问一问（县长）华玉民这个情况是否真实，然后报告杨师长，看他如何决定。我马上打电话要绥中华玉民重新说明情况，得到确切的消息，我又打电话报告杨师长，杨师长听后，叫我去师部共同商量，决定“由于敌人已经迂回到我后方，坚守山海关已经失去了意义，部队应逐次撤退，脱离山海关战场，以后上级追查擅自撤退的责任，由我负责”。守军从山海关阵地撤离，并让地方党政机关随之转移。第七师侦察科长崔醒农带两个排炸毁铁路桥、公路桥。第七师第19团、第21团跑步前进至上牛羊沟、下牛羊沟一带。张鹤鸣担心锦州方面不明山海关突然的情况而受到损失，取得杨国夫师长的同意后，用电话向在锦州的李运昌司令员了报告，11月16日凌晨1点钟山海关守军开始撤退。经过白天的激战，部队已相当疲劳，一时不易撤下来。此时天快亮了，迂回的敌军即将开始合围攻击。张鹤鸣紧急命令第64团留一营人在后边掩护，边打边撤，并由该团留一连人掩护第十九旅旅部沿铁路线向东逐步撤退。而第47团在角山以北大山上，缺团长，相距又太远，电话线路也被敌特切断了。张鹤鸣派邓瑞林火速赶去接任团长，带领全团撤下来。
11月16日，战事紧急，东北局决定让林彪到辽西前线就近指挥。
11月16日晨，国军6个师向山海关发起了三面围攻。八路军部队开始撤退时天已大亮，国军迂回部队和八路军阻击部队开始交火。执行阻击后方迂回的第七师第19团付出了巨大的牺牲。11月16日中午第十九旅3个团撤到前所镇时第七师主力已从这里转移。张鹤鸣立即命令第46团团长政委将部队布置在前所镇以西和以北的高地上构筑阻击工事。11月16日下午南路主攻部队和北路迂回部队在山海关以东会师。11月17日拂晓前，敌军对第46团阵地发起猛攻，战斗十分激烈，第46团抵抗到天亮才接到师部命令迅即从前所镇撤退。张鹤鸣担心46团撤不下来，没有架电话线路，只好派警卫班长尚杰臣送撤退命令，张鹤鸣到第46团三营叫营长赵进发把部队准备好交替掩护团主力撤下来。师部从绥中送来了黄色炸药，连夜炸毁铁路桥梁，切断铁路交通，安全转移到指定地点。  

### 辽西追击战
11月17日中共中央通过新闻广播得知山海关失利，令李运昌、杨国夫部在山海关、绥中、兴城之线必须坚守，掩护我主力黄、梁两个主力师集中锦州。时间至少三星期，多则两个月，望动员民众构筑多道防御工事。这里共有多少兵力，战斗力如何，民众发动如何，游击队民兵组织如何，地形利于作战否，即告。要“节节坚决抗退，既不死守又不轻易放弃阵地”，合众社称蒋介石占领了山海关，情况如何，即告。同时令黄克诚、梁兴初两师改变路线，绕过山海关迅速到锦西地区参战。黄克诚有3.5万人、梁兴初有7000人、杨国夫有7000人，李运昌、沙克在盘山、锦州至山海关一带至少有2万，共约7万人，以逸待劳，以静制动，于最有利之时机、地点，由林彪亲自指挥，举行反攻，分作几个战场，像刘邓在平汉战役中一样，每次歼灭其两三个师，最后全部歼灭蒋介石的两个军，即能从战略上解决问题，蒋军就进不到东北了。冀东两个野战旅，可调至山海关、绥中、兴城之线的西面山地隐蔽集结，于正面主力举行决战时，从侧面切断敌军后路。总之，从内线作战着眼，此种方针最为有利。
11月19日，林彪离开沈阳，带着山东军区赴东北的苏静（时任东北人民自治军参谋处兼情报处处长）、李作鹏（时任作战处处长）组成指挥班子和电台，分乘两辆敞篷车上前线。在锦西县附近的江家屯中共中央和东北局还想控制中长路和大城市、独霸东北。11月22日中共中央致电仍要求全力歼敌两个军：据报蒋兵无斗志，如我以全力坚决打击之，是能大部或全部加以消灭的，这是决定大局的斗争。 林彪采纳黄克诚的意见，主动放弃锦州，撤到义县、阜新一线，开展群众工作，建立根据地。 11月28日，毛泽东代表中共中央起草《建立巩固的东北根据地》的指示：我党现时在东北的任务是建立根据地，是在东满、北满、西满建立巩固的军事政治的根据地。
殿后任务的山东第七师第20团，遭第十三军第89师第266团衔尾追击，无法摆脱，屡屡得手，直至秀水河子战斗。
1945年11月16日第五十二军以第195师留守秦皇岛、山海关，第2师第5團為軍預備隊，第2师（欠一团）和第25师出山海关，沿北寧鐵路与第十三军轮番进攻，占绥中、兴城、锦西等县。第2师师长刘玉章回忆：“在前進路上，曾與第十三軍相遇，我軍裝備與軍容，甚為遜色，同屬國軍，何竟如此。尤以當時最為急迫者，厥為冬服，尚未得換發。”在綏中时获悉共军盘踞興城，军长赵公武命第25師正面推进攻擊、第2師（欠第5團）從興城以西地區，右側背迂迴包圍然後與第25師前後夾擊捕捉殲滅。第2師由興城西方山地小道秘匿繞行二百餘華里於第二日黃昏前到達興城側背的舊門附近隱蔽集結，刘玉章侦悉興城共军正在撤退，遂獨斷專行，越點像錦西迂迴攻擊，於11月21日凌晨四時抵錦西西方之下炸山高地，前衞團佔領三義廟附近要地，瞰制錦西，遮斷向錦州之退路，毙旅長一名，生俘五百及騾馬槍砲車輛甚多，该师僅傷亡47人。第2师随卽派部隊向高橋、塔山追擊，並以特務連佔領通往葫蘆島半岛之瓶頸部，以防該島共軍逃逸。 11月22日，杜聿明在葫蘆島海港大樓，集合第十三、五十二兩軍幹部，檢討出關以來的戰役得失，評定五個師的戰績，以第二師在一日之間奪取三城為第一而居首功。会上，杜聿明決定進攻錦州，以第五十二軍（欠第195师）為右攻擊兵團，第十三軍為左攻擊兵團。11月26日第五十二军入锦州，是国军进入东北最早的一个军，打出了名气。第2師沿海岸前進，未經重要戰鬪，卽越過錦州，未進入市區。即辽西作战。

## 战后影响
东北人民自治军以6个团的兵力阻击国民党军2个军20余天的进攻，毙伤1000余人，俘虏百余人。击毙美军指挥官一人，俘虏美军五人，缴获其吉普车一辆。缴获步枪、冲锋枪、卡宾枪等500余支，轻重机枪10余挺，六零炮6门。八路军指战员伤亡1100余人。其中，第19旅牺牲营长、连长和指导员各一人，伤亡总数约500人。
山海关保卫战是东北解放战争的第一仗，推延了国军进入东北的时间，掩护了后续出关部队和地方干部赴东北。
时任冀热辽第64团团长张智魁回忆：山海关保卫战“其激烈程度，不仅在八年抗日战争时期未曾经历过，就是解放战争时期著名的塔山阻击战也不过如此。”

## 纪念
1954年，山海关区人民政府在欢喜岭建立山海关烈士陵园。2009年，经过重新整修后，陵园更名为秦皇岛烈士陵园。
山海关保卫战纪念厅，位于山海关区穆家胡同2号老宅内。1948年11月，第四野战军挥师入关发动平津战役时，老宅东院成为第四野战军临时指挥部。2005年5月13日，山海关启动了恢复重建四野指挥部旧址工程，以“四野临时指挥部”、“山海关保卫战纪念厅”为主线，分7个展厅。